# Ербарети (Верчели)
Ербарети је насеље у Италији у округу Верчели, региону Пијемонт.
Према процени из 2011. у насељу је живело 7 становника. Насеље се налази на надморској висини од 960 м.